# مغالطة التركيب

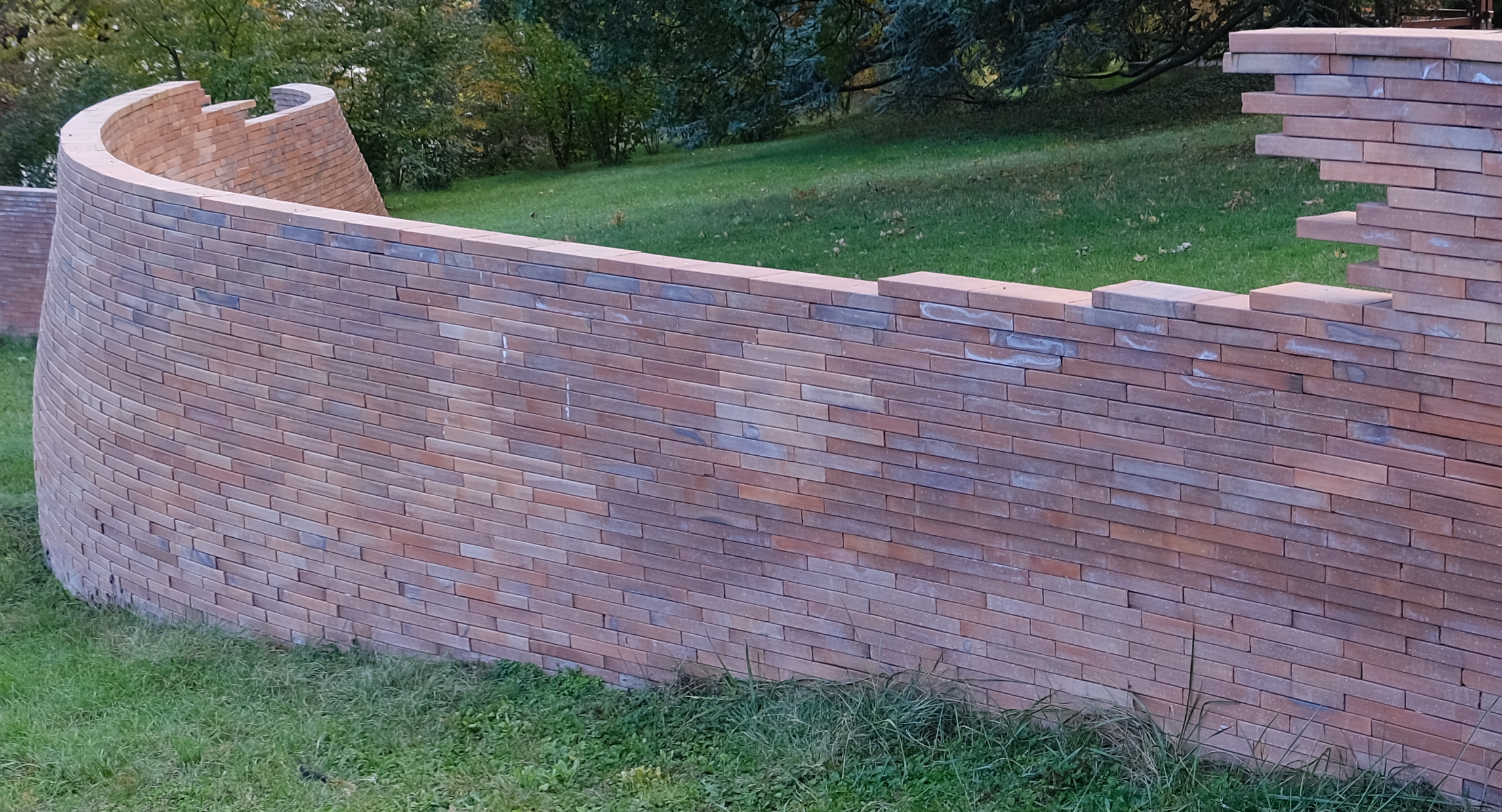
"كل قالب طوب في السور مستطيل الشكل، إذن لابد أن يكون السور كله مستطيل الشكل" (مثال علي مغالطة التركيب)

مغالطة التركيب هي إحدى أشكال المغالطات غير الصورية، وتحصل هذه المغالطة بالاستنتاج الخاطئ بأن ما ينطبق على الجزء ينطبق على الكل، فإن كانت الأجزاء المكونة لشيئ ما لها صفة معينة، فإن هذا الشيئ بكليته لابد أن يكون له نفس الصفة، مع عدم وجود تبرير منطقي لهذه النقلة، فمثلا: إطار السيارة مصنوع من المطاط، لإذن السيارة كلية مصنوعة من المطاط، أو مثال آخر: الذرة ليست كائن حي، إذن كل شيئ يتكون من الذرات ليس حيا. 
هناك نوعان من هذه المغالطة:
النوع الأول يحصل حينما يستدل الشخص بخصائص عن أجزاء ضمن الفئة ليصل إلى نتائج عن خصائص الفئة كاملة. وهذا الاستلال يسير على النحو التالي:
1. الأجزاء (ج) فيها الخصائص التالية: أ، ب، ج..
2. إذن، فئة (م) التي تنتمي لها (ج) فيها الخصائص التالية: أ، ب، ج..

وهذا يعتبر مغالطة، لأنه مجرد حقيقة أن الأجزاء فيها خصائص معينة، لا يضمن أن تحتوي المجموعة ككل على هذه الخصائص. ولكن في بعض الأحيان يكون هناك مسوغات كافية تمكن من الحكم على الكل من بناء على خصائص الأجزاء. فمثلا الشخص الغني لديه ثروة أكثر من الشخص الفقير. في بعض الدول، طبقة الأشخاص الأغنياء ككل، يملكون ثروة أكبر من طبقة الأشخاص الفقراء. ففي هذه الحالة، وجود المسوغ سوف يضمن صحة الاستدلال بما يعني أن المغالطة لن ترتكب.
النوع الثاني يحصل حينما يتم الافتراض بأن ماهو صحيح لأجزاء من الكل، يجب أن يكون صحيحاً بالنسبة إلى الكل، بدون وجود مسوغات منطقية. وهذه المغالطة تسير على النحو التالي:
1. بعض الأجزاء في مجموعة (م) تملك الخصائص التالية: أ، ب، ج...
2. إذن كل المجموعة (م) يجب أن تملك الخصائص التالية: أ، ب، ج...

وهذا اللون يعتبر مغالطة لأنه لايمكن أن يستنتج من مجرد حقيقة أن بعض الأجزاء من الكل (المعقد) تملك خصائص معينة، إذن فالكل الذي تنتمي هذه الأجزاء أيضا فيه نفس الخصائص. وهذا أوضح مايكون في الرياضيات، فالعددين 1 و 3 أعداد فردية، إذن مجموعهم 4 يجب أن يكون فردياً، وهذا يعتبر مغالطة.
ولكن هناك بعض الحالات التي لايكون فيها هذا الاستدلال مغالطة، وذلك حينما يكون لدينا مسوغات منطقية. فمثلا إذا كان كل جزء في الجسم البشري مكون من مادة، فليس مغالطة أن نستنتج ان الجسم البشري مكون من مادة.
تنشأ مغالطة التركيب عندما يستنتج المرء صحة أمر ما اعتمادًا على صحة جزء منه. على سبيل المثال: «يتكون هذا الإطار من المطاط، وبالتالي فإن السيارة التي هو جزء منها مصنوعة أيضًا من المطاط.» هذا خطأ، لأن المركبة تتكون من مجموعة متنوعة من الأجزاء، والكثير من هذه الأجزاء غير مطاطي.
غالبًا ما يتم خلط هذه المغالطة مع مغالطة التعميم المتسرع؛ حيث يتم التوصل في هذه الأخيرة إلى خلاصة تنطبق على عينة ما، وتعميمها على كافة المجموعة التي سُحبَت منها هذه العينة على نحوٍ غير مبررٍ.
مغالطة التركيب هي المعاكس لمغالطة التفكيك؛ قد تختلفان في حالة التولد، وذلك حين يمتلك الكل خصائصًا غير موجودةٍ في الأجزاء.

## أمثلة
- «كل أجزاء هذه الآلة خفيفة الوزن، إذن الآلة خفيفة الوزن»
- «النمر يأكل كمية أكبر من الطعام، مقارنة بالإنسان. إذن، النمور، كمجموعة، تأكل كمية أكبر من الطعام الذي يأكله كل الناس على وجه الأرض.»
- «الذرات بلا ألوان، والكرة مكونة من الذرات، إذن الكرة بلا لون.»
- «كل فرد في الفريق يملك مهارة فائقة ورائعة للغاية، إذن لا شك أن هذا الفريق لن يهزم»
- الذرات ليست على قيد الحياة، وعلى ذلك كل الأشياء التي تتكون من ذرات ليست على قيد الحياة.
- إذا وقف شخص ما خارج مقعده في مباراة كريكت، سيتمكن من الرؤية بشكل أفضل. لذلك، إذا وقف الجميع، سيتمكن الجميع من الرؤية بشكل أفضل.
- نجا بعض الناس من كل نوع من أنواع السرطان. (هذا يعني وجود أفراد أصيبوا ونجوا من كل أنواع السرطان).
- إذا ركض عداء ما بشكل أسرع، فسيتمكن من الفوز بالسباق. وعلى ذلك إذا ركض جميع المتسابقين بشكل أسرع، يستمكنوا جميعًا من الفوز بالسباق. (المسابقات الرياضية هي أمثلة على الألعاب ذات المجموع الصفري، إذ يفوز المشارك عن طريق منع جميع المنافسين الآخرين من الفوز.)
- في نظرية التصويت، تطبق مفارقة كوندورسي أو مفارقة التصويت مغالطة التركيب؛ حتى لو كان لدى جميع الناخبين تفضيلات عقلانية، فإن الخيار الجماعي الناجم عن حكم الأغلبية ليس متعدٍّ وبالتالي ليس عقلانيًا. تحدث مغالطة التركيب إذا رأى المرء أن المجتمع بأكمله يمكنه أن يكون عقلانيًا بنفس القدر. يعمم المبدأ فيما بعد التجميع عبر حكم الأغلبية على أي قاعدة تجميع عقلانية، مما يدل على أن تجميع التفضيلات الفردية في مؤشر الرفاهية الاجتماعية محفوفٌ بالصعوبات الشديدة.

### في الاقتصاد
- مفارقة التوفير: هي مغالطة تركيب بارزة موصوفة في النظرية الكنزية في الاقتصاد.
- تقسيم العمل هو مثال اقتصادي آخر على ذلك، إذ يمكن أن تزيد الإنتاجية الإجمالية بشكل كبير عندما يتخصص العمال الأفراد في أداء وظائف مختلفة. قد يصبح العامل الواحد أكثر إنتاجية عن طريق تخصصه في صنع الدبابيس على سبيل المثال، ولكن بتحقيقه رضى الكثير من الأفراد الآخرين حول منتج معين ما، سيجبر العامل المتخصص العمال الآخرين على التخصص في صنع أشياء مختلفة. ما هو صحيح بالنسبة للجزء (كسب المزيد عن طريق الاستثمار في المهارات أو المعدات لجعل منتج معين ما أسرع) ليس صحيحًا بالنسبة للعموم (إذ لا يستطيع الجميع صنع المنتج نفسه بشكل مربح).
- يستخدم الاقتصاديون مصطلح الوكيل التمثيلي للإشارة إلى صانع القرار العادي في فئة معينة ما (على سبيل المثال: المستهلك العادي، أو الشركة العادية)؛ عندما يتم اختيار هذا الوكيل التمثيلي بشكل سيء في نموذج ما، يمكن أن يندرج حينها تحت جناح مغالطات التركيب.
- في تراجيديا المشاع (أو مأساة المشاعات) يستفيد الفرد عبر استهلاك حصة أكبر من مورد مشاع ومشترك كالأسماك من البحر مثلًا، ولكن إذا سعى الكثير من الأفراد إلى استهلاك المزيد من هذا المشاع فقد يدمروا المورد.[2]
- يمكن للفرد في مشكلة الراكب بالمجان الاستفادة عن طريق التهرب من الدفع عند استهلاك حصة من منفعة عامة ما، ولكن إذا كان هناك الكثير من «الراكبين بالمجان»، فلن يكون هناك في النهاية «رحلة» لأي شخص.[2]

في الكيمياء وعلوم المواد، قد يشكل نوع واحد من الذرات متآصلاتٍ تمتلك خصائصًا فيزيائيةً مختلفةً عن بعضها البعض مثل الماس والجرافيت التي يتكون كل منها من ذرات كربون. ما ينطبق على ذرة كربون واحدة لا ينطبق على مجموعة ذرات الكربون الأخرى المقترنة بالمواد. إضافةً إلى ذلك، تختلف خصائص الذرة عن خصائص الجسيمات دون الذرية الفردية التي تشكلها.
في نظرية الشبكة الاجتماعية، قد يمتلك مجموعة من البشر المنظمين في شبكة اجتماعية قدراتٍ لا يمتلكها الأفراد الذين يشكلون هذه الشبكة كلٌّ على حدىً. يعتبر فريق الدلاء البشرية أو السلسلة البشرية مثالًا بسيطًا على ذلك؛ إذ يمكن للأشخاص المرتبين في سلسلة نقل دلاء من الماء أو غيره من العناصر المماثلة بشكل أسرع وبجهد أقل من مجموعة غير منظمة من الأفراد الذين يحملون نفس الأحمال عبر نفس المسافة. ما هو صحيح بالنسبة للجزء (يحتاج الفرد إلى تحريك جسده عبر المسافة بأكملها لتحريك حمولة ما) ليس صحيحًا بالنسبة للكل (حيث يمكن للأفراد تحريك الأحمال عبر المسافة بمجرد الوقوف في مكانهم وتسليم الحمل للفرد الآخر).

## مغالطة مودو هوك
مغالطة مودو هوك (أو «هذا فقط») هي الخطأ غير الصوري في تقييم المعنى لوجود ما على أساس الخصائص المكونة لبنيته المادية مع إهمال ترتيب المواد. على سبيل المثال: تنص الطبيعانية الوجودية على أن المادة والحركة هما كل ما يؤلف البشر، ومع ذلك تقول بأنه لا يمكن افتراض أن الخصائص المتأصلة في العناصر والتفاعلات الفيزيائية -التي تصنعنا في النهاية- تحدد أية معنىً؛ فالبقرة التي على قيد الحياة وبصحة جيدة، والبقرة التي تم تقطيعها إلى أجزاء هي نفس المادة، ولكن من الواضح أن ترتيبها/ طريقة تركيبها يوضح تلك المعاني الظرفية المختلفة.